# Saint-Andelain
Saint-Andelain és un municipi francès, situat al departament del Nièvre i a la regió de Borgonya - Franc Comtat. L'any 2007 tenia 540 habitants.

## Demografia

### Població
El 2007 la població de fet de Saint-Andelain era de 540 persones. Hi havia 247 famílies, de les quals 82 eren unipersonals (31 homes vivint sols i 51 dones vivint soles), 86 parelles sense fills, 67 parelles amb fills i 12 famílies monoparentals amb fills.
La població ha evolucionat segons el següent gràfic:
Habitants censats

### Habitatges
El 2007 hi havia 328 habitatges, 242 eren l'habitatge principal de la família, 53 eren segones residències i 33 estaven desocupats. 325 eren cases i 1 era un apartament. Dels 242 habitatges principals, 212 estaven ocupats pels seus propietaris, 24 estaven llogats i ocupats pels llogaters i 7 estaven cedits a títol gratuït; 3 tenien una cambra, 7 en tenien dues, 33 en tenien tres, 70 en tenien quatre i 129 en tenien cinc o més. 220 habitatges disposaven pel capbaix d'una plaça de pàrquing. A 118 habitatges hi havia un automòbil i a 104 n'hi havia dos o més.

### Piràmide de població
La piràmide de població per edats i sexe el 2009 era:
| Homes | Edats   | Dones |
| ----- | ------- | ----- |
| 0     | 95 o +  | 0     |
| 0     | 90 a 94 | 0     |
| 0     | 85 a 89 | 20    |
| 0     | 80 a 84 | 0     |
| 8     | 75 a 79 | 16    |
| 12    | 70 a 74 | 16    |
| 20    | 65 a 69 | 8     |
| 16    | 60 a 64 | 24    |
| 16    | 55 a 59 | 12    |
| 16    | 50 a 54 | 28    |
| 28    | 45 a 49 | 24    |
| 28    | 40 a 44 | 16    |
| 24    | 35 a 39 | 20    |
| 20    | 30 a 34 | 24    |
| 0     | 25 a 29 | 8     |
| 4     | 20 a 24 | 12    |
| 24    | 15 a 19 | 8     |
| 12    | 10 a 14 | 28    |
| 12    | 5 a 9   | 16    |
| 16    | 0 a 4   | 8     |

## Economia
El 2007 la població en edat de treballar era de 368 persones, 251 eren actives i 117 eren inactives. De les 251 persones actives 237 estaven ocupades (127 homes i 110 dones) i 14 estaven aturades (10 homes i 4 dones). De les 117 persones inactives 48 estaven jubilades, 23 estaven estudiant i 46 estaven classificades com a «altres inactius».

### Ingressos
El 2009 a Saint-Andelain hi havia 237 unitats fiscals que integraven 481,5 persones, la mediana anual d'ingressos fiscals per persona era de 21.295 €.

### Activitats econòmiques
Dels 16 establiments que hi havia el 2007, 1 era d'una empresa de construcció, 4 d'empreses de comerç i reparació d'automòbils, 1 d'una empresa de transport, 3 d'empreses immobiliàries, 5 d'empreses de serveis i 2 d'empreses classificades com a «altres activitats de serveis».
Dels 2 establiments de servei als particulars que hi havia el 2009, 1 era un electricista i 1 perruqueria.
L'únic establiment comercial que hi havia el 2009 era una botiga de menys de 120 m².
L'any 2000 a Saint-Andelain hi havia 45 explotacions agrícoles que ocupaven un total de 1.908 hectàrees.

## Equipaments sanitaris i escolars
El 2009 hi havia una escola elemental.

## Poblacions més properes
El següent diagrama mostra les poblacions més properes.